# El Barrial
El Barrial es una pequeña localidad del departamento San Carlos, provincia de Salta, Argentina.

## Población
Contaba con 403 habitantes (Indec, 2001), lo que representa un incremento del 14,5% frente a los 352 habitantes (Indec, 1991) del censo anterior.

## Sismicidad
La sismicidad del área de Salta es frecuente y de intensidad baja, y un silencio sísmico de terremotos medios a graves cada 40 años